# Pyrapractus argentatus
Pyrapractus argentatus là một loài bọ cánh cứng trong họ Cebrionidae. Loài này được Candèze miêu tả khoa học năm 1929.